# Folke Mikaelsson
Sven Olof Folke Mikaelsson (* 9. September 1933 in Haverö, Ånge) ist ein ehemaliger schwedischer Skispringer.

## Werdegang
Mikaelsson, der für den Djurgårdens IF startete, gewann bei den Schwedischen Meisterschaften 1957 seinen ersten und einzigen schwedischen Meistertitel. Daraufhin bekam er im selben Jahr noch die Sällskapet Gamla Djurgårdare's guldplakett verliehen. Bei der Schweizer Springertournee im Januar 1957 belegte er in Arosa den zweiten Platz und wurde in der Gesamtwertung Siebter.
Im Dezember startete er bei der Vierschanzentournee 1957/58. Jedoch bestritt er dabei nur das Springen auf der Schattenbergschanze in Oberstdorf. Trotz eines guten 10. Platz trat er bei den weiteren Springen der Tournee nicht an und landete so auch nur auf Rang 55 der Gesamtwertung.
Bei der Vierschanzentournee 1959/60 landete Mikaelsson beim Auftaktspringen erneut in den Top 10 und wurde Neunter. In Garmisch-Partenkirchen landete er auf Rang 26, bevor er auf der Bergiselschanze in Innsbruck als Vierter nur knapp das Podium verpasste. Nachdem er in Bischofshofen auf den 21. Platz sprang, beendete er die Tournee mit 808,6 Punkten auf dem 11. Rang der Gesamtwertung.

## Erfolge

### Vierschanzentournee-Platzierungen
| Saison  | Platz | Punkte |
| ------- | ----- | ------ |
| 1957/58 | 55.   | 207,0  |
| 1959/60 | 11.   | 808,6  |